# マルセル・デサイー
マルセル・デサイー（Marcel Desailly, 1968年9月7日 - ）は、ガーナ・アクラ出身の元フランス代表サッカー選手。ポジションはDF（センターバック）、MF（ボランチ）。
日本語表記としては「デサイー」「ドゥサイー」「ドゥサイイー」などもメディアで使用される。

## クラブ経歴
アクラにて、ガーナ人の両親のあいだにオデンケ・アベイ (Odenke Abbey) という名前で生まれる。
彼の母親がフランスの外交官と結婚して子供たちを養子とした際にマルセルと改められた。一家は1972年にフランスのナントへ移る。彼は12歳からFCナントのユースチームで育ち、1986年にプロ選手となった。1992年にマルセイユに移籍。バジール・ボリと鉄壁のディフェンコンビを組み、1992-93シーズンにUEFAチャンピオンズリーグ優勝と国内リーグ優勝を果たすが、国内リーグ戦での八百長が発覚したためリーグ優勝は剥奪された。
チャンピオンズリーグ決勝で対戦したACミランがそのプレーに注目し、1993年11月に冬の移籍市場でフランク・ライカールトの後継者的選手を探していた、ミランへ移籍した。すぐにレギュラーのポジションを確保し、1993-1994年のチャンピオンズリーグでは準決勝、ASモナコとの対戦で決勝ゴールを挙げ、決勝のFCバルセロナ戦ではミランの4点目を決め、優勝に貢献、異なるクラブで2年連続優勝を経験した最初の選手になった。1993-94と1995-96シーズンの2度リーグ優勝を果たした。ミラン加入以前はDFとしてプレーしていたため、 彼自身はセントラルディフェンダーとしてのプレーを好んだが、ミランでは専らミッドフィールダーで起用された。
1998年、イングランドのチェルシーへ移籍金460万ポンドで移籍し、2001年からはキャプテンを務めていた。2002-03シーズン度重なる負傷により僅か16試合の出場に留まり、キャプテンはジョン・テリーが務めることとなった。チェルシーにおいて彼はフランク・ルブーフと堅固なパートナーシップを築き、チェルシーでの222試合のうち94試合をキャプテンとしてプレーした。2004年ジョゼ・モウリーニョが新監督に就任することになり、チームを離れた。
2004年にカタールのアル・ガラファに移籍。クラブキャプテンを任され、2004-05シーズンのカタールリーグに優勝した。翌シーズンはカタールSCに移籍したが、2005年11月に退団した。その後はどこのクラブにも所属せず、2006年5月7日に現役引退を表明した。

## 代表経歴
フランス代表には、1993年8月22日のスウェーデン戦でデビュー。以降も守備の要として1998年のフランスW杯、2000年のEURO2000でそれぞれフランスの優勝に貢献。EURO2000後は殆どの試合でキャプテンを務めた。
1998年のフランスワールドカップでは7試合全てに出場して優勝を果たしたが、決勝のブラジル戦で後半2枚目のイエローカードを受けて退場処分となったが、チームは勝利した。日韓W杯、EURO2004ではそれぞれ出場を果たすが敗退、EURO2004後に代表からの引退を表明した。通算116キャップは2006年にリリアン・テュラムに破られるまでフランス代表の最多記録だった。

## 引退後
2007年3月、古巣のACミランのフロントに就任。主としてアフリカの新人発掘スカウトの業務を担っている。
2007年にガーナ人として初めてとなるUNICEF親善大使に任命され、主に子供たちへの教育や福祉の問題に取り組んでいる。

## エピソード
- 対戦して一番面白い選手はロマーリオとのこと。
- 「引退後は自らのルーツであるガーナ代表監督を務めたい」と発言している[17]。
- 一時期、インサイドキックが世界一速いといわれていた。また、インサイドキックでサイドチェンジが出来るとも言われていた。

## 代表歴

### 出場大会
- フランス代表
  - 1998 FIFAワールドカップ
  - 2002 FIFAワールドカップ

### 試合数
- 国際Aマッチ 115試合 3得点（1993年-2004年）[18][2]

| フランス代表 | 国際Aマッチ | 国際Aマッチ |
| 年           | 出場        | 得点        |
| ------------ | ----------- | ----------- |
| 1993         | 4           | 0           |
| 1994         | 7           | 0           |
| 1995         | 7           | 1           |
| 1996         | 12          | 0           |
| 1997         | 7           | 0           |
| 1998         | 13          | 1           |
| 1999         | 11          | 0           |
| 2000         | 15          | 0           |
| 2001         | 12          | 1           |
| 2002         | 13          | 0           |
| 2003         | 9           | 0           |
| 2004         | 5           | 0           |
| 通算         | 115         | 3           |

## 獲得タイトル
マルセイユ
- ディヴィジョン・アン優勝 (1992-93 ※クラブの八百長が発覚したため剥奪)
- UEFAチャンピオンズリーグ優勝 (1992-93)

ミラン
- UEFAチャンピオンズリーグ優勝 (1993-94)
- UEFAスーパーカップ優勝 (1994)
- セリエA優勝：2回 (1993-94, 1995-96)

チェルシー
- UEFAスーパーカップ優勝 (1998)
- FAカップ優勝 (1999-00)
- チャリティ・シールド優勝 (2000)

アル・ガラファ
- カタールリーグ優勝 (2004-05)

代表
- FIFAワールドカップ優勝 (1998)
- FIFAコンフェデレーションズカップ優勝：2回 (2001, 2003)
- UEFA欧州選手権優勝 (2000)